# Парадинас, Майк
Майкл Роберт Парадинас — британский исполнитель IDM, наиболее известный под псевдонимом µ-Ziq. Его самый значимый, признанный критиками альбом Lunatic Harness 1997 года выпуска, определил звучание такого жанра как дрилл-н-бейс и был продан более 100 000 раз в США и Великобритании, став тем самым, его самым коммерчески успешным альбомом.

## Биография
Родился в районе Чаринг-Кросс. В начале 1980-х начал играть на клавишных, увлекался творчеством групп новой волны, в том числе The Human League и Heaven 17. К середине десятилетия успел поиграть в нескольких коллективах, а затем присоединился к группе Blue Innocence, в которой провёл восемь лет. Начал записывать свою музыку ещё в возрасте 8 лет в 1979 году со своими друзьями под именем Short Circuit.
Парадинас начал записывать звук самостоятельно, используя синтезаторы и четырёхдорожный магнитофон. После выступления в The Orange группа распалась. Парадинас и бас-гитарист Фрэнсис Нотон приобрели секвенсоры и перезаписали некоторые ранние работы. Продемонстрировав материал продюсерам Марку Причарду и Тому Миддлтону, Парадинас получил возможность опубликовать его. Однако определённые обязательства, связанные с записью, в дальнейшем вынудили Причарда и Миддлтона отозвать предложение. В то же время треки Парадинаса попали к Ричарду Д. Джеймсу и его коллеге Гранту Уилсону-Клариджу в позднем 1992 году, и к концу 1993 года материал был опубликован на лейбле Rephlex Records. С тех пор Парадинас стал известен под псевдонимом μ-Ziq.
Позже Нотон покинул проект, создав собственный — Rocket Goldstar. Выход второго альбома μ-Ziq под названием Bluff Limbo был запланирован на август 1994 года. Тираж релиза составил всего 1000 экземпляров на виниловых пластинках, но в 2001 году на Rephlex вышло переиздание в форматах CD и винил. В 1996 году, после подписания Парадинасом нового контракта, работа была переиздана на том же лейбле. Первая публикация музыканта на мейджор-лейбле состоялась в 1994 году на Virgin Records. Сборник ремиксов под названием The Auteurs Vs μ-Ziq, на инди-рок группу The Auteurs. При этом материал являлся практически оригинальным произведением: обработанные треки кардинально отличались от первичного материала.
Несмотря на коммерческую неудачу релиза, компания предложила Парадинасу крупный контракт на Virgin Records. Более того, Парадинас был назначен руководителем подлейбла Planet Mu (в 1998 году лейбл вышел из структуры мейджора). Обретя финансовую свободу, Парадинас стал работать интенсивнее, приняв несколько псевдонимов.
В середине 1990-х музыка Парадинаса подверглась влиянию джаза и фанка. В то же время был записан совместный альбом с Ричардом Д. Джеймсом под названием Expert Knob Twiddlers и альбом Das Ist Ein Groovybeat, Ja? под псевдонимом Jake Slazenger на лейбле Warp Records. В дальнейшем круг инфлюенций расширился за счёт стиля драм-н-бейс, что приблизило звучание музыканта к творчеству его коллег — Squarepusher и Aphex Twin. В 1997 году состоялось совместное турне с певицей Бьорк и вышел его самый значимый альбом Lunatic Harness, который определил звук такого жанра как дрилл-н-бейс. Этот альбом получил множество положительных оценок критиков, и является самым коммерчески успешным и культовым альбомом Парадинаса в своём жанре (было продано свыше 100 000 копий в США и Великобритании) и был перевыпущен 8 июля 2022 года в форматах CD, винил и цифрового релиза на Bandcamp-аккаутне исполнителя. Тур с Бьорк, вдохновил Парадинаса на написание альбома  Royal Astronomy, который вышел в свет в июле 1999 года. В нём звучание поменялось в сторону классического IDM со множеством струнных и минималистичных структур.
В альбоме приняла участие в качестве вокалистки японская певица Kazumi. Её голос можно услышать на таких треках, как "The Fear", "Goodbye, Goodbye". Вплоть до 2003 года американские издания его записей выходили на лейбле Astralwerks.
В 2003 году вышел первый полноценный альбом на собственном лейбле артиста, а именно Bilious Paths. Звучание стало более жёстким с отголосками брейкбита и нойза.
В 2005 году вышел сингл Ease Up на 12-дюймовом виниле, который продолжал эксперименты исполнителя с жёсткими ломаными битами.
В 2007 году после выхода альбома Duntisbourne Abbots Soulmate Devastation Technique, который посвящён разводу с первой женой (что сам Парадинас опровергал в 2010-х годах, но названия треков об этом всё же говорят). Парадинас сделал перерыв на 6 лет и вернулся летом 2013 года с альбомом Chewed Corners и двумя EP: XTEP и Rediffusion, в которых он продемонстрировал своё новое звучание. Также в 2013 году он выпустил работу при участии своей жены под псевдонимом Heterotic. Это возвращение стало новой страницей творчества Парадинаса.
С 2016 по 2018 год Парадинас выпускал архивные работы, такие как Aberystwyth Marine, RY30 Trax, Challenge Me Foolish. Все они были записаны в 1995 (RY30) и с 1998 по 1999 года. Также в 2020 году он выпустил 2 архивные работы под псевдонимом Jake Slazenger на своём Bandcamp-аккаунте.
В 2022 году, во время ремастеринга своего культового эпоса Lunatic Harness, Парадинас вдохновился на запись альбома в том же ключе. Так, 10 июня 2022 года, свет увидел альбом Magic Pony Ride, который является некой ретроспективой и ностальгией по временам записи Lunatic Harness. Альбом использует старые приёмы программирования битов и элементы жанра джангл. Также были выпущены 2 EP, Goodbye и Hello, которые являются продолжением полноформатной работы и создают собой некую трилогию, которая посвящена 25-летию альбома Lunatic Harness.
Был женат на женщине по имени Джессика Уэллс. От первого брака имеет сына по имени Калеб (род. 1996; ему посвящён альбом Lunatic Harness) и Лориен (род. 2002). Ныне женат на Ларе Рикс-Мартин, более известна под псевдонимом Meemo Comma (также выпускается на Planet Mu). От второго брака имеет дочь по имени Элька (род. 2013) и сына по имени Игги (род. 2015). Обоим детям посвящены треки в Magic Pony Ride и Hello 2022 года соответственно.

## Дискография

### Под псевдонимом µ-Ziq

#### Альбомы
- Tango N' Vectif (1993)
- Bluff Limbo (1994)
- In Pine Effect (1995)
- Lunatic Harness (1997)
- Royal Astronomy (1999)
- Bilious Paths (2003)
- Duntisbourne Abbots Soulmate Devastation Technique (2007)
- Somerset Avenue Tracks (1992-1995) (2013)
- Chewed Corners (2013)
- XTLP (2015)
- RY30 Trax (2016)
- Aberystwyth Marine (2016)
- Challenge Me Foolish (2018)
- Scurlage (2021)
- The Secret Garden (с Mrs Jynx) (2021)
- Magic Pony Ride (2022)
- Lunatic Harness: 25th Anniversary Edition (2022)
- 1977 (2023)
- Grush (2024)

#### Мини-альбомыисинглы
- PHI*1700 [U/V] (1994)
- The Auteurs Vs µ-Ziq (1994)
- Salsa With Mesquite (1995)
- Dauphine (1995)
- Urmur Bile Trax Volume 1 & 2 (1997)
- My Little Beautiful (1997)
- Brace Yourself (1998)
- The Fear (1999)
- The Raft EP (специально для сайта the-raft.com) (1999)
- The Hwicci Song (1999)
- Ease Up (2005)
- XTEP (2013)
- Rediffusion (2014)
- Phtaganol (2017/2022)
- D Funk (2018)
- Goodbye (2022)
- Furthur Electronix Tracks (2022)
- Hello (2022)
- Galope (2023)
- Extra Grush (2024)

### Под псевдонимом Tusken Raiders / Rude Ass Tinker
- Bantha Trax (1995)
- Bantha Trax Vol. 2 (1999)
- The Motorbike Track (1999)
- Imperial Break (2001)
- Inchstar Static (2018)
- Bantha Trax, Vol. 3 (2020)
- Housewerk (2021)
- Housewerk, Vol. 2 (Deep Clean) (2021)
- Housewerk, Vol. 3 (2021)
- Housewerk, Vol. 4 (2021)
- Housewerk, Vol. 5 (2021)
- Housewerk, Vol. 6 (2021)
- Boundary Road (2021)
- Bantha Trax, Vol. 4 (2022)
- Housewerk, Vol. 7 (2022)
- Bantha Trax, Vol. 5 (2023)

### Под псевдонимом Jake Slazenger
- Makesaracket (1995)
- Megaphonk (1995)
- Nautilus (1996)
- Das Ist Ein Groovybeat, Ja (1996)
- Pewter Dragon (2006)
- Drops A Deuce (2020)
- Ace in the Hole (2020)

### Под псевдонимом Kid Spatula
- Spatula Freak (1995)
- Full Sunken Breaks (2000)
- Meast (2004)
- Joozy (2025)

### Под псевдонимом Gary Moscheles
- Shaped to Make Your Life Easier (1996)

### Под псевдонимом Frost Jockey
- Burgundy Trax Vol.1  (2000)
- Burgundy Trax Vol.2  (2000)

### Сотрудничество

#### Diesel M (совместно с Marco Jerrentrup)
- M for Multiple (1993)
- M for Mangoes (1995)

#### Mike & Rich (совместно с Aphex Twin)
- Expert Knob Twiddlers (1996)

#### Slag Boom Van Loon (совместно с Speedy J aka Jochem Paap)
- Slag Boom Van Loon (1998)
- So Soon (2001)